# Benedikt Celegin
Otac Benedikt (Emil) Celegin (Split, 18. srpnja 1927. – Zagreb, 14. listopada 1979.) bio je hrvatski katolički svećenik i benediktinac, suobnovitelj Benediktinskog samostana sv. Kuzme i Damjana na brdu Ćokovac pored mjesta Tkona na Pašmanu.

## Životopis
Rođen je 18. srpnja 1927. u Splitu u pobožnoj katoličkoj obitelji oca Ante i majke Jozice rođ. Bratanić. Otac je po zanimanju bio državni službenik, a majka je bila domaćica.
Imao je dva brata i sestru. Majka mu je umrla jako mlada, kao i oba brata. Ti događaji kasnije će utjecati na njegovu odluku da postane svećenik i monah.
Maturirao je u splitskoj klasičnoj gimnaziji 1946. godine, nakon čega odlazi u Zagreb na studij arhitekture. Studij arhitekture prekida 1947. godine kako bi stupio u benediktinski samostan Emaus u Pragu. Sljedeće godine pridružuje se benediktinskoj zajednici u Opatiji, odakle pohađa Filozofsko-teološki studij u Rijeci. Po završetku studija, zaređen je za svećenika 1954. godine u Opatiji.
Nakon obnove Benediktinskog reda u Hrvatskoj, čiji je začetnik bio o. Martin Kirigin (1908. – 2001.), monasi su se iz Opatije odlučili preseliti na otok Pašman.
Godine 1956., njih dvojica, zajedno s bratom oblatom Piom Palijanom (1918. – 2001.), doselili su u mjesto Tkon na otoku Pašmanu, te su započeli s istraživanjima i konzervatorsko-restauratorskim radovima na ruševnom i zapuštenom benediktinskom samostanu sv. Kuzme i Damjana na brdu Ćokovac pored Tkona. Početkom listopada 1961. godine samostan je obnovljen do mjere da je pogodan za življenje, stoga su braća preselila u njega.
Za cijelo vrijeme obnove samostanskog sklopa, Celegin je vodio iscrpan dnevnik poduzetih radova. Dnevnik se sastoji od 4 bilježnice, a sadrže Celeginove bilješke, njegova opažanja i zaključke, kao i opise radova koji su uglavnom popraćeni datumima i crtežima. Premda nikada nije završio studij arhitekture, pokazao je neizmjerno znanje i umijeće, kao i veliku ljubav prema baštini i arhitekturi. Bilježio je i skicirao svaki detalj, a za potrebe istraživanja povijesti samostana, odslušao je u čak i kolegije iz Starokršćanske arheologije u Rimu.
Od 1957. godine, pa sve do svoje smrti 1979. godine, obnašao je službu župnika Župe sv. Tome Apostola u Tkonu.
Umro je u Zagrebu 14. listopada 1979. godine.

## Bliski članovi obitelji
Benediktova sestra bila je Tereza Marović (16. siječnja 1925. – 20. kolovoza 2021.), poznata splitska pedijatrica i humanitarka.